# Tour Hekla
Tour Hekla, también conocido como Tour Rose de Cherbourg, es un rascacielos de 220 metros de altura y 48 plantas situado en el distrito de La Défense, en París, Francia. Es el segundo edificio más alto del país, solo superado por la cercana Tour First.

## Descripción
El proyecto supuso la reforma completa del sector Rose de Cherbourg, anteriormente ocupado por un intercambio de autopistas, con lo que se aumenta el número de espacios para uso peatonal. Además de la torre principal, se construyó al sur un edificio de menor altura también diseñado por Jean Nouvel, con cerca de 35.000 m² de vivienda, incluidos 10.500 m² de alojamiento para estudiantes.